# На честь Стефана Сурозького Кизилташський чоловічий монастир
На честь Стефана Сурозького Кизилташський чоловічий монастир — чоловічий монастир Феодосійської єпархії УПЦ (МП), розташований в горах на висоті 400 метрів над рівнем моря, вище села Краснокам'янка.
Історія монастиря починається з 1852 року, коли з благословення владики кримського Інокентія була відкрита Кизилташська кіновія.

## Історія

### Ієромонах Арсеній
У травні 1856 році першим настоятелем Кизилташського монастиря був призначений насельник Балаклавського Свято-Георгіївського монастиря отець ієромонах Арсеній. У своєму звіті про прийняття справ отець Арсеній пише: «крім старого будиночка, є ще чотири землянки, покриті черепицею, де поміщається по 11 чоловік братії, які не вміють ні читати, ні співати по церковному»
При ієромонасі Арсенію молитовний будинок був перетворений на церкву в ім'я святого Стефана Сурожського, яку ієромонах Арсеній освятив у 1857 році.
20 серпня 1858 року ігуменом Кизилташського монастиря був призначений отець Парфеній, який залишив самий значний слід в історії монастиря.

### Ігумен Парфеній
У послужному списку ігумена Парфенія записано, що народився він в 1815 році в «міщанському місті Єлисаветграді». Там же закінчив духовне училище і став послушником. 23 грудня 1845 році прийняв чернечий постриг, а незабаром, 8 квітня 1846 року був висвячений на ієромонаха. 30 березня 1852 року був відправлений у Тегинське зміцнення Чорноморської берегової охорони для виконання треб, де відзначився своїм інженерним талантом. У серпні 1852 року він запропонував «найлегший спосіб підняття затонулих вантажів», який широко використовувався в подальшому.
У 1855 році, під час Кримської війни, отець Парфеній був помічником благочинного. Під вогнем ворога він сповідав і причащав поранених і відспівував полеглих. За особистий героїзм був нагороджений наперсним хрестом на георгіївській стрічці. Після Кримської війни отець Парфеній успішно впроваджує свій спосіб «дуже зручного і дешевого підйому затоплених кораблів у Севастопольській бухті». 20 березня 1857 року отець Парфеній за особисту мужність і неабиякі винаходу був нагороджений наперсним хрестом від святійшого Синоду, а 7 квітня возведений на ігумена.

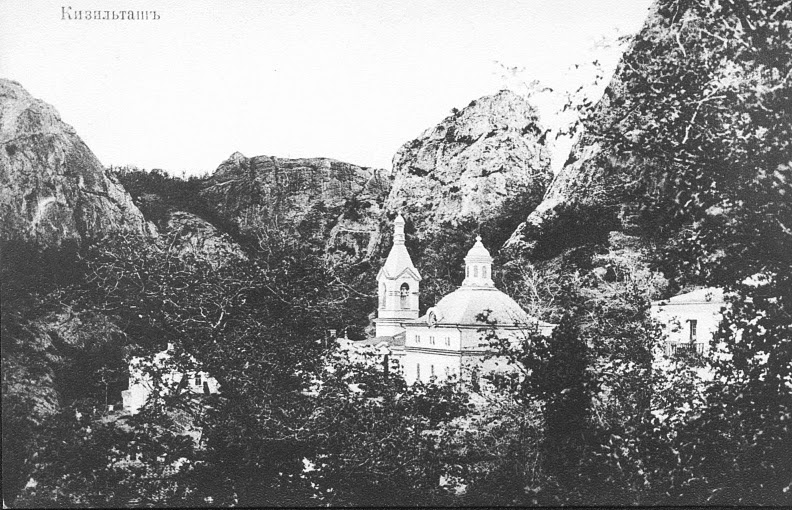
Кизилташський монастир. Початок XX століття.

Після свого призначення 20 серпня 1858 року на посаду настоятеля Кизилташського монастиря отець Парфеній зайнявся перетворенням обителі. На фотографії початку XX століття зображений монастир, побудований завдяки його працям.
22 серпня 1866 року ігумен Парфеній був розстріляний на лісовій стежці між Таракташем та Кизилташською обителлю. Військово-польовим судом троє причетних до вбивства були засуджені до страти через повішення, однак дослідження справи, що зберігається в РДВІА (Ф. 801. Оп. 92. Д. 23) показали, що суд не був безстороннім.
До 1917 року монастир мав подвір'я у Феодосії, Генічеську та Судаку. На території монастиря був цегельний завод, млин, школа для дітей з малозабезпечених сімей. У монастирському саду (нині стадіон) вирощували фрукти та виноград.
Імператриця Олександра Федорівна лікувала ноги в сірководневому джерелі під час відвідування Кизилташського монастиря імператорською родиною.

### Після Революції 1917 року

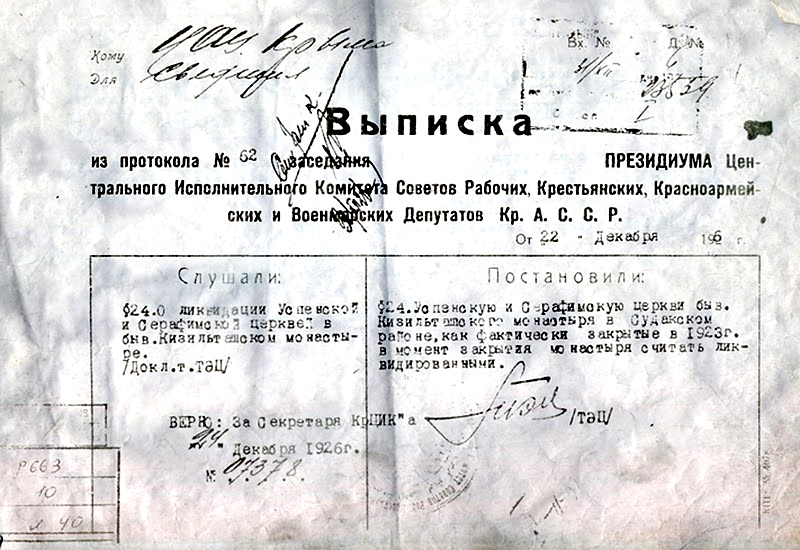
Виписка з протоколу засідання президії ЦВК про закриття монастиря (1923).

У жовтні 1923 року монастир закривають, а на його територію переїжджає сільгоспартіль з Отуз. У храмах були влаштовані клуб та гуртожиток. У 1935 році на території монастиря розташований санаторій Московського військового округу. У роки німецько-радянської війни на території монастиря розташовувалася база партизанського загону. На території монастиря відбулися два великих бою партизан з каральними загонами, але монастирські споруди при цьому не постраждали.
З 1945 по 1950 рік в монастирі знову розміщувався санаторій Московського військового округу.
У 1950 році за наказом Лаврентія Берія всі споруди монастиря були підірвані, а в скелях були прокладені тунелі і на території монастиря розташувався ядерний арсенал Чорноморського флоту (12-те Головне управління Міністерства оборони (ГУМО)), де здійснювалося збирання і зберігання ядерних боєголовок.
У 1992 році ядерні боєприпаси були вивезені з Кизилташа.

### Відродження
28 липня 1995 року до Кизилташу був направлений офіцером-священиком Микола Дем'янюк, який проходив послух у 1 бригаді морської піхоти України. Крім духовно-морального виховання військовослужбовців йому було доручено вирішення питань землевідведення для відродження Кизилташського монастиря.
15 квітня 1997 року на розширеному засіданні Священного Синоду було заслухано рапорт митрополита Сімферопольського і Кримського Лазаря (Швеця) про відкриття Кизилташського чоловічого монастиря в ім'я святого Стефана Сурожського. Священний Синод ухвалив: «благословити відкриття монастиря, намісником його затвердити ієрея Миколу Дем'янюка з пострижением його в ченці».
В грудні 1998 року в Свято-Троїцькому кафедральному соборі Сімферополя священик Микола приймає чернечий постриг з ім'ям Никон.
У травні 2000 року за погодженням з командуванням військової частини 2327 почалося будівництво перших братських корпусів.
У 2002 році ієромонах Никон возведений у сан ігумена. Свято-покровський храм у Судаку має статус подвір'я Кизилташського монастиря.
|  |  |  |  |

Храм Всіх Печерських Святих побудований в 2002 році на території, де раніше не було монастирських будівель.
Храм в ім'я святого Серафима Саровського побудований у травні 2008 року на місці, де була каплиця в ім'я св. Серафима Саровського, і освячений в 2010 році. Один з небагатьох дерев'яних храмів у Криму.
Зі створенням у 2012 році Феодосійської та Керченської єпархії, монастир перейшов до її відання.
Офіційний сайт монастиря www.kiziltash.org